# Postcards From Arkham
Postcards From Arkham je audiovizuální projekt, který se ve své hudební tvorbě nejvíce žánrově přibližuje atmosférickému post-rocku, folku a metalu. Původně studiový projekt zakladatele Marka „Frodyse“ Pytlika z roku 2012 se přerodil v plnohodnotnou kapelu se stálou sestavou. Skupina má na svém kontě již celkem 5 alb a více než 100 koncertů po Evropě.

## Vývoj kapely

### 2012–2015
Od začátku tvorby se Postcards From Arkham silně inspirují světem amerického spisovatele H. P. Lovecrafta.
Vliv Lovecraftova světa byl velmi patrný již v první desce “OCEANIZE”, která spatřila světlo světa v roce 2012. Postcards From Arkham byl tehdy projektem Marka “Frodyse” Pytlika, tvorba byla plně v jeho režii a s její realizací mu pomáhali hudebníci ze spřátelených uskupení. Deska má stopáž “pouhých” 26 minut, byla natočena v domácím studiu a vydána k volnému stahování na internet. Album zaznamenalo mnoho pozitivních ohlasů, což ostatně dokazuje i uznání Objev roku 2012 v české publicistické anketě Břitva.
V roce 2013 vydávají singl (You Know There's Something) a od roku 2014 začínají pravidelně vystupovat na českých metalových festivalech, jako je Czech Death Fest (2014, později znovu 2016, 2018), Lipno fest (2014, 2017) a Brutal assault (2015, 2017).
S novým albem ÆØN5, které vyšlo v roce 2015 pod vydavatelstvím Metalgate, a navazujícím turné je již zřejmé, že se z Postcards From Arkham stala skupina s ustálenou sestavou. Album, stejně jako to předchozí, nezůstalo nepovšimnuto anketou Břitva a album se objevilo mezi prvními 5 nejlepšími hudebními počiny roku 2015 a videoklip k písni Aeon Echoes se umístil na druhém místě v kategorii videoklip roku. I druhé album se nese v ponurém duchu Lovecraftova světa a vokálně výraznou recitační složkou.

### 2016–současnost
Po evropském turné Octodance po střední Evropě a předskakování britským ANTIMATTER nebo norským MORTIIS, se opět vrátili do nahrávacího studia a o rok později (2017) vychází další album MANTA, které je opět Břitvou uznáno jako páté nejlepší album roku v kategorii crossover a moderna. Do popředí se s větší intenzitou dostávají vokály, záhadami laděná atmosféra zůstává a žánrová rozmanitost je ještě více podtržena téměř black metalovými songy “The Kvlt Ov Dream” a “Owls Not What They Seem” (vychází i videoklipy, na The Kvlt Ov Dream ve spolupráci se skupinou Jeden kmen) po nichž nastupují instrumentálně laděné písně. Nová deska si přímo říká i o další tour a tak Postcards From Arkham vyráží s litevskou skupinou AU DESSUS na tour do Polska. Vedle tour zvládnou ještě vystoupit na Brutal Assaultu, Castle Party (PL), Horizons Festu a dělat support ukrajinským Jinjer. Postcards From Arkham v roce 2017 vyráží na tour ještě jednou a to, pro ně netypicky, hrát akusticky. Tour Acoustic Busking Ritual mělo být zábavou a vyzkoušením něčeho nového, ale k tomuto konceptu se budou dále ve své tvorbě vracet.
Na své akustické turné kapela navázala i vydáním alba SPIRIT (2018), které obsahuje 8 písní přepracovaných do akustické podoby, včetně i již zmiňované Owls Not What They Seem nebo i písní z úplně prvního alba OCEANIZE. Krom vystoupení na festivalech (Czech death fest nebo Prog In Park v Polsku) vyráží opět na turné Manta & Dissonance.
V roce 2019 vydávají své doposud poslední album ØAKVYL. Deska se od předchozích liší tím, že do tvůrčího procesu byly vtaženi všichni členové kapely a stvrzuje tak finální přerod ze studiového projektu do plnohodnotné kapely. Album sklidilo úspěch a v anketě Břitva získalo druhé místo v kategorii album roku, za zmínku také stojí oceňovaný videoklip Erich Zann Syndrome (3. místo videoklip roku) inspirován Lovecraftovou povídkou „Hudba Ericha Zanna“. Nově vydanou desku Postcards From Arkham samozřejmě doprovodili turné, které rozdělili na dvě části, kdy druhou polovinu dokončí v roce 2020. Postcards From Arkham během nového alba znovu navázali spolupráci s hudebním uskupením Jeden kmen a vznikl tak unikátní projekt hudebního epického krátkého filmu, který na písně Prologue a Yidhra zobrazuje téma neodvratnosti zla v Lovecraftovém ponurém pojetí.

## Současní členové
- Marek “Frodys”Pytlik – zpěv, kytara (od 2012)
- Jakub “Jaccob” Moj – basová kytara (od 2013)
- Jaroslav Mahr – kytara (od 2015)
- Martin Novotný – bicí (od 2020)

## Diskografie
- 2019 – ØAKVYL – MetalGate
- 2018 – SPIRIT (akustická nahrávka) – MetalGate
- 2017 – MANTA – MetalGate
- 2015 – ÆØN5 – MetalGate
- 2013 – You Know There's Something (Videoklip k singlu)
- 2012 – OCEANIZE – Frodys